# Курт Хасе
Курт Хасе (на немски: Curt Haase) (1881 – 1943) е германски офицер, генерал-полковник през Втората световна война.

## Биография

##### Ранен живот и постъпване в армията
Роден е на 15 декември 1881 г. в Бад-Хонеф, Германска империя. През 1901 г. се присъединява към армията като офицерски кадет от 65-и Вюртембергски полеви-артилерийски полк. Служи там до 1905 г. От 1906 г. е заслужено издигнат до полеви адютант на I. батальон от полка му, а от 1911 до началото на войната през 1914 г. е част от военната академия.

#### Първа световна война (1914 – 1918)
От началото на 1915 до средата на 1919 г. води служба в генералния щаб на 204-та пехотна дивизия, но до края на войната е преместен в щабното командване на 28-а дивизия от резерва.

##### Междувоенен период
След голямата война продължава военната си служба в Райхсвера, където между 1923 и 1935 г. е съветник, командир на 5-и артилерийски полк и началник на артилерийско-обучение във Франкфурт. Заемайки този пост той е възпроизведе в чин генерал-майор и в същото време назначен за командир на 3-та пехотна дивизия. Малко по-късно, обаче е прехвърлен в командването на 17-а пехотна дивизия, където прекарва известно време (до октомври 1937). Като част от дивизията и показаните ръководствени способности през 1938 г. той е издигнат до чин генерал-лейтенант и в същото време назначен за командир на III. Армейски корпус.

#### Втора световна война (1939 – 1945)
Взима участие в инвазията в Полша през 1939 г. и Франция през 1940 г. Последно през февруари 1941 г. е началник-щаб и командир на 15-а армия.
В края на ноември 1942 г. е зачислен към резерва, но подава оставка.
Умира от инфаркт в Берлин година по-късно. Погребан е в Берлинското гробище.

## Военна декорация
| - Германски орден „Железен кръст“ (1914) – II (?) и I степен (?) - Хамбургски орден „Ханзейски кръст“ (?) - Рицарски кръст на Хоенцолерн (?) – с мечове - Германско отличие „За военна заслуга“ (?) | - Германски орден „Кръст на честта“ (?) - Медал „За заслуга във Вермахта“ (?) – I и IV степен (?) - Рицарски кръст (1940) |